# Analöppning

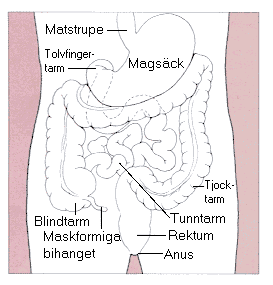
Människans tarmsystem – matstrupe, magsäck, tolvfingertarm, tunntarm, blindtarm,
maskformiga bihanget, tjocktarm, rektum och anus.

Analöppningen eller anus (latin: cirkel, ring) är ändtarmens öppning varigenom avföring lämnar kroppen. Analöppning finns hos däggdjur. Fåglar, fiskar, kräldjur och kloakdjur har istället en kloaköppning. Analöppningen betraktas i de flesta kulturer som ett tabubelagt område och det finns ofta ett stort antal vulgära synonymer för analöppningen och de omgivande områdena.

## Anatomi

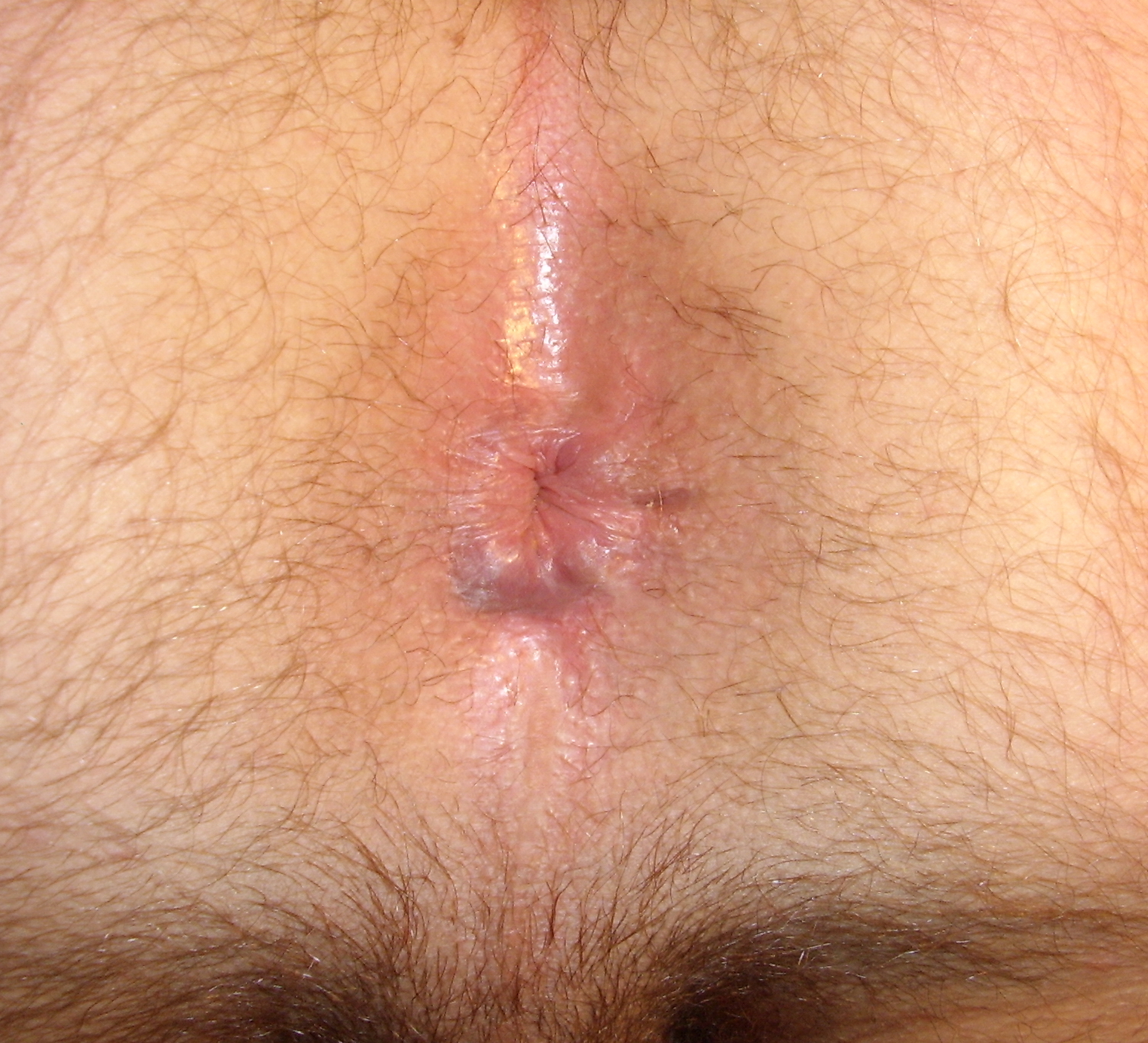
Anus hos man.

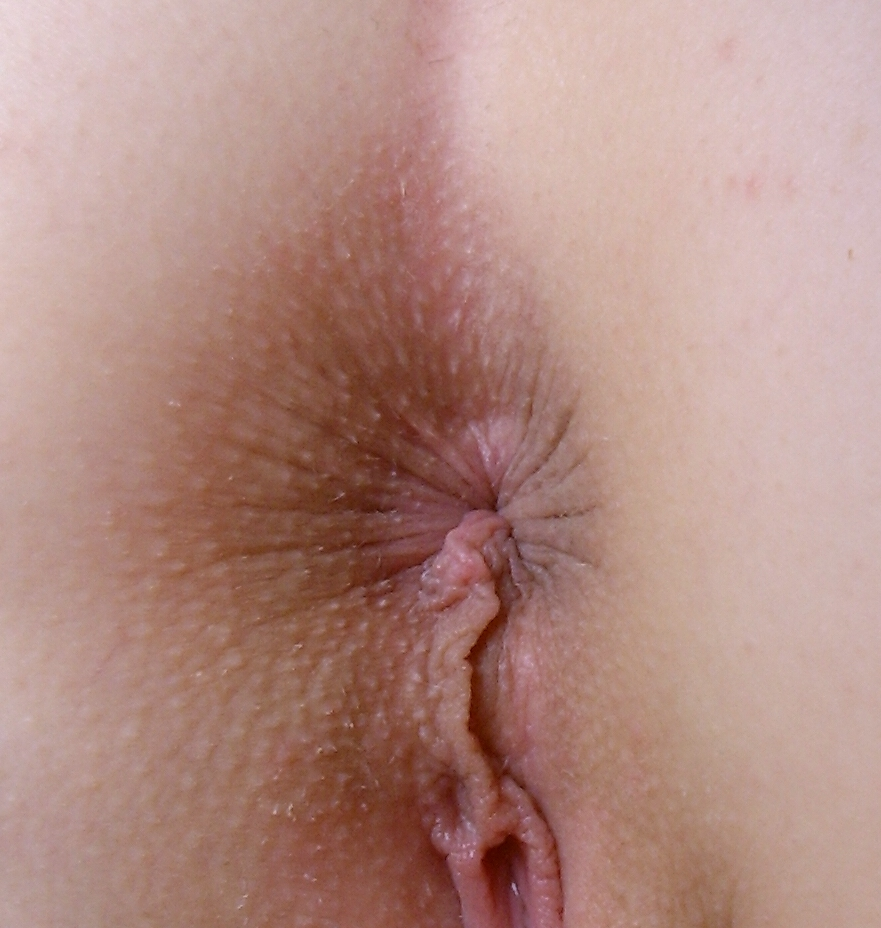
Anus hos kvinna.

Analöppningen har två ringmuskler, en yttre och en inre, som tillsammans ser till att avföringen hålls tillbaka till dess att det är lämpligt att tömma tarmen. Endast den yttre kan kontrolleras med viljans kraft, den andra styrs reflexmässigt.
Klåda vid anus kan tyda på att man har inälvsparasiter. Hemorrojder vid och innanför anus kan orsaka smärtsamma blödningar. Många veneriska sjukdomar kan också angripa anusregionen.